# Grossite
La grossite (simbolo IMA: Gss) è un minerale e un ossido molto raro con la composizione chimica idealizzata CaAl4O7.

## Etimologia e storia
I clinker di cemento sono costituiti principalmente da composti CaO - Al2O3 - SiO2 e i cementi a basso contenuto di silice sono cementi speciali a polimerizzazione rapida. Pertanto, questi composti sono stati sistematicamente studiati dall'inizio del XX secolo e nel 1935 B. Tavasci pubblicò la prima descrizione del dialluminato di calcio sintetico.
All'inizio degli anni '70, gli scienziati dei materiali erano alla ricerca di strutture di supporto stabili per ioni attivi al laser come il neodimio Nd3+. In questo contesto, D.W. Goodwin e A.J. Lindop dell'Università di York studiarono nuovamente la struttura del dialluminato di calcio.
La prima presenza naturale di dialluminato di calcio fu descritta da Shulamit Gross nel 1977. Nella formazione pirometamorfica Hatrurim trovò il minerale come accessorio in alcune rocce di larnite. La mineralogista francese Mireille Christophe Michel-Lévy è stata la prima a descrivere la presenza di dialluminato di calcio in un'inclusione ricca di calcio e alluminio (CAI) del meteorite Leoville nel 1984.
Il riconoscimento come minerale da parte dell'Associazione Mineralogica Internazionale (IMA) è avvenuto nel 1993 dopo una caratterizzazione del dialluminato di calcio proveniente dalla formazione Hatrurim nel deserto del Negev in Israele e del meteorite Acfer 182 da parte di Dietmar Weber e Adolf Bischoff dell'Istituto di Planetologia dell'Università di Münster. Hanno chiamato il nuovo minerale in onore di Shulamit Gross, il mineralogista e membro emerito del Servizio Geologico di Israele, che ha scoperto il primo deposito naturale. Pochi anni dopo, anche il minerale shulamitite prese il suo nome.

## Classificazione
Poiché la grossite è stata riconosciuta come minerale indipendente solo nel 1994, non è ancora elencata nell'8ª edizione della sistematica dei minerali secondo Strunz, che è obsoleta dal 1977.
Nella Sistematica dei lapis (Lapis-Systematik) di Stefan Weiß, che è stata rivista e aggiornata l'ultima volta nel 2018 ed è ancora strutturata secondo questa vecchia forma della sistematica di Strunz, al minerale è stato assegnato il sistema e il minerale nº IV/B.09-10. Nel "Sistema Lapis" questo corrisponde alla classe degli "ossidi e idrossidi" e lì alla sottoclasse "ossidi con il rapporto di metallo:ossigeno = 3:4 (spinello tipo M3O4 e composti correlati)", dove la grossite, insieme alla dmitrivanovite e alla krotite, forma il gruppo senza nome con il sistema nº IV/B.09.
Anche la 9ª edizione della sistematica minerale di Strunz, che è stata aggiornata l'ultima volta dall'Associazione Mineralogica Internazionale (IMA) nel 2009, classifica la grossite nella classe degli "ossidi e idrossidi". Questa è ulteriormente suddivisa in base alle dimensioni e ai rapporti catione-anione, in modo che il minerale sia classificato in base alla sua struttura nel gruppo "4.C Metallo:Ossigeno = 2:3, 3:5 e simili" e da lì nel sottogruppo "Con cationi di media e grande dimensione". In questo è l'unico minerale del gruppo con il sistema nº 4.CC.15.
La classificazione dei minerali Dana, utilizzata principalmente nel mondo anglosassone, classifica la grossite nella classe degli "ossidi e idrossidi", lì nel gruppo più finemente suddiviso di "ossidi multipli con cationi 2+ e superiori". Qui è l'unico minerale nel sottogruppo senza nome "07.03.02" con il sistema nº 07.03.02.01.

## Chimica
La grossite pura ha la composizione CaAl4O7. La composizione del minerale varia di poco e la composizione misurata della grossite dalla località tipo è (Ca1,00Fe0,01)Al3,99O7,00.
Piccole porzioni di Al3+ possono essere sostituite da V3+, conferendo alla grossite un colore viola.

## Abito cristallino
La grossite cristallizza nel sistema monoclino nel gruppo spaziale C2/c (gruppo nº 15) con i parametri reticolari a = 12,94(1) Å, b = 8,910(8) Å, c = 5,446(4) Å e ß = 107,0(1)° oltre a 4 unità di formula per cella unitaria.

## Origine e giacitura
La grossite è un minerale molto raro ed è stata descritta solo in circa 20 giacimenti in tutto il mondo, la maggior parte dei quali meteoriti.

### Nei meteoriti
La grossite si è formata nella fase iniziale della formazione del nostro sistema solare come uno dei primi condensati della nebulosa presolare dopo il corindone e l'hibonite a circa 1640 K e 0,001 bar ed è stata conservata in alcune inclusioni ricche di calcio alluminio (CAI) di alcune condriti. La grossite si trova qui insieme al corindone, all'hibonite, alla perovskite, alla gehlenite e allo spinello. In caso di successiva esposizione a soluzioni contenenti ferro, la grossite può essere spostata dall'hercynite a temperature intorno ai 500 °C.

### Rocce pirometamorfiche
Nella formazione pirometamorfica Hatrurimica, la grossite si è formata durante la trasformazione del calcare marnoso a bassa pressione e temperature molto elevate intorno ai 1000 °C. La grossite si presenta qui sotto forma di cristalli a forma di cresta o arrotondati di dimensioni fino a 30 μm insieme a larnite, brownmillerite mayenite e a minerali del supergruppo della mayenite.

## Forma in cui si presenta in natura
La grossite sviluppa cristalli e aggregati da incolori a bianchi.